# Ullstorps socken
Ullstorps socken i Skåne ingick i Ingelstads härad, uppgick 1952 i Tomelilla köping och området ingår sedan 1971 i Tomelilla kommun och motsvarar från 2016 Ullstorps distrikt.
Socknens areal var 12,20 kvadratkilometer varav 12,15 land. År 2000 fanns här 570 invånare.  Kyrkbyn Ullstorp med sockenkyrkan Ullstorps kyrka ligger i socknen.

## Administrativ historik
Socknen har medeltida ursprung.
Vid kommunreformen 1862 övergick socknens ansvar för de kyrkliga frågorna till Ullstorps församling och för de borgerliga frågorna bildades Ullstorps landskommun. 1921 utbröts en del av landskommunen till den då bildade Tomelilla köping och 1926 utbröts en del av församlingen till den då bildade Tomelilla församling. Landskommunen uppgick 1952 i Tomelilla köping som 1971 ombildades till Tomelilla kommun. Församlingen uppgick  2002 i Tomelillabygdens församling.
1 januari 2016 inrättades distriktet Ullstorp, med samma omfattning som församlingen hade 1999/2000.  
Socknen har tillhört län, fögderier, tingslag och domsagor enligt vad som beskrivs i artikeln Ingelstads härad. De indelta soldaterna tillhörde Södra skånska infanteriregementet, Ingelsta kompani och Skånska dragonregementet, Borreby skvadron, Svabeholms kompani.

## Geografi
Ullstorps socken ligger närmast sydost om Tomelilla på Österlen kring Örupsån. Socknen är en mjukt kuperad odlingsbygd.

## Fornlämningar
Från järnåldern finns flatmarksgravar.

## Namnet
Namnet skrevs 1435 Vlstorph och kommer från kyrkbyn. Efterleden är torp, 'nybygge'. Förleden innehåller mansnamnet Ulf..